# Ulak Petangisan
Ulak Petangisan is een bestuurslaag in het regentschap Ogan Ilir van de provincie Zuid-Sumatra, Indonesië. Ulak Petangisan telt 836 inwoners (volkstelling 2010).